# W (ハロー!プロジェクト)
W（ダブルユー）は、ハロー!プロジェクトで活動していた、辻希美と加護亜依の2人による女性アイドルデュオである。

## メンバー
- 辻希美（リーダー）
- 加護亜依（サブリーダー）

## 特徴
ユニット名の由来は「双子じゃないのに双子みたい」という発想から、「W」の語源「DOUBLE U」にヒントを得て「YOU&YOU」、すなわち「あなたとあなた」である。YOU=UからUを2つ合わせる（UU）とWに見えることからW（ダブルユー）となった。「リーダーの辻希美と、サブリーダーの加護亜依、2人合わせてダブル・ユーでーす!」と言う自己紹介テンプレートがあった。モーニング娘。からの卒業自体を同時に行ったのはこの2人が初めてのケースである。
キャラクターの性質上、コスプレのような格好のことも多かった。2005年以降は個々の活動が目立つようになっていった。また、W単独でのコンサートツアーは行われなかった。
2006年に加護のタバコ喫煙の不祥事により活動停止、2007年に加護が再び不祥事を起こした為、所属事務所が加護との契約を解除し、解散公表なしで事実上の解散となったが、2019年のハロープロジェクトのコンサートに2人がゲスト出演し、活動停止から13年後に事実上の再結成を果たした。

## 略歴
2004年
- 1月3日、辻希美と加護亜依が同年8月にモーニング娘。を卒業することと、事前にこの2人で新ユニットを結成する事が発表された。
- 3月6日、ユニット名が「W（ダブルユー）」に決定。
- 5月、ファーストシングル「恋のバカンス」をリリース。
- 8月、辻と加護がモーニング娘。を卒業。
- 12月31日、モーニング娘。とのスペシャルユニットとして『NHK紅白歌合戦（第55回NHK紅白歌合戦）』に初出場。

2005年
- 3月、W初主演ミュージカル『ふしぎ少女探偵 キャラ&メル』を上演。
- 10月、『第22回全国都市緑化ふくおかフェア（アイランド花どんたく）』にて初のW単独コンサートを行う。

2006年
- 2月10日、加護の不祥事による謹慎処分により、Wとしての活動を停止。それに伴い、翌3月に発売を予定していた作品3作（8日のシングル「どうにもとまらない」、15日のアルバム『W3:faithful』、24日のシングルV『どうにもとまらない』）は製作上の都合として発売を中止。さらに同月29日のコンサートDVD『Hello! Project 2006 Winter 〜全員集GO!〜』も同様に発売中止となった（写真集は発売）。3月放送予定のNHK、JA共同主催の『朝ご飯シンポジウム』も放送中止しお蔵入り。テレビ東京『おはスタ』降板。『十日町雪まつり』降板。各社協賛でのキャラクターグッズ（ミニモニ。、W、キャラ&メル）も製造・販売中止になった。

2007年
- 3月26日、所属事務所が、再び不祥事を起こした加護を契約解除したと発表。辻は以後ソロ活動に移行。

2019年
- 3月30日、幕張メッセで行われたハロー!プロジェクトのコンサート『Hello! Project 20th Anniversary!! Hello! Project ひなフェス 2019 Hello! Project 20th Anniversary!! プレミアム』にゲスト出演し、13年ぶりに再集合。なお、同日にWとして14年ぶりにリリースとなるミニアルバム『ちょい悪デビル』を配信発表。
- 6月26日、テレビ東京系の音楽番組『テレ東音楽祭2019』でWとして13年ぶりにテレビ出演を果たした。

2025年
- 3月28日、過去にリリースした全楽曲を翌29日より各サブスクリプション型（定額制）音楽ストリーミングサービスで配信開始することを発表。

## 音楽

### シングル
|   | 発売日         | タイトル          | カップリング                                                             |
| - | -------------- | ----------------- | ------------------------------------------------------------------------ |
| 1 | 2004年5月19日  | 恋のバカンス      | 月影のナポリ(TINTARELLA DI LUNA) 悲しき16才(HEARTACHES AT SWEET SIXTEEN) |
| 2 | 2004年8月18日  | あぁ いいな!      | 乙女の携帯電話の秘密                                                     |
| 3 | 2004年10月14日 | ロボキッス        | SEXY SNOW                                                                |
| 4 | 2005年2月9日   | 恋のフーガ        | ふりむかないで                                                           |
| 5 | 2005年5月18日  | 愛の意味を教えて! | ジンクス                                                                 |
| 6 | 2005年9月7日   | Missラブ探偵      | FRIENDSHIP                                                               |

### アルバム
|   | 発売日       | タイトル  | 規格品番  |
| - | ------------ | --------- | --------- |
| 1 | 2004年6月2日 | デュオU&U | EPCE-5289 |
| 2 | 2005年3月2日 | 2nd W     | EPCE-5355 |

### 配信アルバム
|   | 発売日        | タイトル       | 規格品番  |
| - | ------------- | -------------- | --------- |
| 1 | 2019年3月30日 | ちょい悪デビル | UFDL-1425 |

### DVD（シングル）
1. 恋のバカンス（EPBE-5130、2004年6月23日）
2. ロボキッス（EPBE-5163、2004年11月17日）
3. 恋のフーガ（EPBE-5167、2005年2月23日）
4. 愛の意味を教えて!（EPBE-5173、2005年6月18日）
5. Missラブ探偵（EPBE-5180、2005年9月14日）

### DVD（コンサート）
1. 2004春 モーニング娘。コンサートツアー The BEST of Japan（EPBE-5134、2004年7月14日）
2. 2004夏 ファーストコンサートツアー〜Wスタンバイ!ダブルユー&ベリーズ工房!（EPBE-5151、2004年11月17日）
3. ミュージカル「不思議少女探偵キャラ&メル 魔のヴァイオリン盗難事件」（EPBE-5176、2005年7月6日）
4. 2005年夏 W&Berryz工房コンサートツアー「HIGH SCORE!」（EPBE-5183、2005年11月9日）
5. ハロ☆プロ パーティ〜! 2005〜松浦亜弥キャプテン公演〜（EPBE-5185、2005年12月7日）

### DVD（その他）
1. Wの映像の世界Vol.1（EPBE-5146、2004年10月14日）
2. DVDマガジン

## 出演

### テレビ
- ハロー!モーニング。（2004年 - 2005年、テレビ東京） - 地球戦士W
- 恐竜は生きている!?〜よみがえる恐竜王国の大発見〜（2004年7月22日、TX系列：テレビ東京）
- おはスタ2部（スーパーライブ）（2004年 - 2005年、テレビ東京） - 2004年はCDリリース日のみ、2005年1月11日からふしぎ少女探偵キャラ&メル、9月8日からMissラブ探偵としても出演

#### 音楽特番
- テレ東音楽祭（テレビ東京）
  - テレ東音楽祭2019（2019年6月26日）

### NHK紅白歌合戦出場歴
| 年度/放送回               | 回 | 曲目                                | 出演順 | 対戦相手 | 備考                       |
| ------------------------- | -- | ----------------------------------- | ------ | -------- | -------------------------- |
| 2004年（平成16年）/第55回 | 初 | 2004年 愛・涙・キッス紅白スペシャル | 02/28  | w-inds.  | モーニング娘。と合同で出演 |

注意点
- 出演順は「出演順/出場者数」で表す。

### インターネット
- 第5回ハロプロビデオチャット（2005年4月15日、ハロー!プロジェクト on フレッツ）

### CM
- エルセーヌ スキママンボ（2004年） - 石川梨華と共演
- 永谷園 電子レンジケーキ・モコモコシフォン（2004年）
- ロート製薬 メンソレータムアクネス（2004年 - 2005年）
- ロート製薬 もぎたて果実 天使のくちびる（2004年）
- 永谷園 すし太郎（2004年 - 2005年）
- トステム Duo PG（2004年）
- 驚異の大恐竜博（2004年） - イメージキャラクター“ツジラ”・“カゴラ”
- エプソン カラリオ・年賀状大使（2004年） - 松浦亜弥、モーニング娘。と共演
- 新世紀・名古屋城博（2004年 - 2005年） - スペシャルサポーター
- エプソン カラリオ・まいど（2005年） - 松浦亜弥と共演

### テレビアニメ
- ドラえもん エンディングテーマ「あぁ いいな!」（2004年6月 - 2005年3月）

### ミュージカル
- ふしぎ少女探偵 キャラ&メル 魔のヴァイオリン盗難事件（2005年3月18日 - 4月10日、横浜BLITZ 13公演・サンシャイン劇場 21公演）

### コンサート
- 2004夏 ファーストコンサートツアー〜Wスタンバイ! ダブルユー&ベリーズ工房!〜（2004年8月10日 - 10月11日、13都市23公演）
- Hello! Project 2005 Winter オールスターズ大乱舞〜A HAPPY NEW POWER! 飯田圭織卒業スペシャル〜（2005年1月29日・30日、1都市4公演）
- ハロ☆プロ パーティ〜!2005 〜松浦亜弥キャプテン公演〜（2005年5月21日 - 6月26日、11都市23公演）
- Hello! Project 2005 夏の歌謡ショー 〜'05 セレクション! コレクション!〜（2005年7月10日 - 24日）
- 2005夏 ダブルユー&ベリーズ工房! コンサートツアー「HIGH SCORE!」（2005年8月6日 - 28日、6都市15公演）
- 松浦亜弥・W・メロン記念日、コンサート in 姫路城〜松浦亜弥 里帰りスペシャル〜（2005年8月20日）
- レディオキューブFM三重開局20周年記念 松浦亜弥・Wコンサート（2005年9月24日、三重県文化会館 大ホール）
- ハロ☆プロパーティー!2005 〜松浦亜弥キャプテン公演NEO〜（2005年9月3日 - 12月4日、20都市38公演）
- 第22回全国都市緑化ふくおかフェア（アイランド花どんたく）（2005年10月15日、2公演）
- Hello! Project 2006 Winter 〜ワンダフルハーツ〜（2006年1月2日 - 21日、3都市14公演）
- Hello! Project 2006 Winter 〜全員集GO!〜（2006年1月28日・29日、1都市3公演）
- Hello! Project 20th Anniversary!! Hello! Project ひなフェス 2019 Hello! Project 20th Anniversary!! プレミアム（2019年3月30日、幕張メッセ 国際展示場 1ホール） - ゲスト出演[2]

### イベント
- Peace Sphere Charity Concert in Tokyo 〜さだまさし遊援地〜（2004年5月8日、味の素スタジアム）
- 第25回記念日刊スポーツ主催 2004神宮外苑花火大会 ハナビアンナイト（2004年8月8日、国立霞ヶ丘競技場） - 松浦亜弥、Berryz工房と共演
- オールトヨタビッグホリディ （2004年10月3日） - 「ファミリー・コミュニケーション・タイム」出演
- W（ダブルユー）「愛の意味を教えて!」スペシャルイベント（2005年5月18日、タワーレコード渋谷店B1「STAGE ONE」）
- 新世紀・名古屋城博 スペシャルサポーターW（ダブルユー） スペシャルステージ（2005年5月20日、名古屋城）
- W（ダブルユー）NEWシングル「愛の意味を教えて!」発売記念 スペシャルイベント&握手会（2005年5月25日、大阪府豊中市 千里セルシー広場）

## 書籍
- W フォト&エッセイU+U=UU（2004年12月9日、竹書房） ISBN 4-8124-1947-6

### 写真集
- 辻希美・加護亜依写真集 「辻加護」（2002年5月22日、ワニブックス） ISBN 4-8470-2710-8
- 1st写真集 50W（2005年1月20日、ワニブックス） ISBN 4-8470-2840-6

### コミック
- トキ♥メキW!（2004年、小学館、森江真子『小学一〜四年生』連載）
- I LOVE W（2004年 - 2005年、小学館、北村有香『ちゃお』連載）
- ふしぎ少女探偵 キャラ&メル（2005年、小学館、北村有香『ちゃお』連載）